# Börschbach
Der Börschbach ist ein Fließgewässer zwischen Oberbörsch und der Straße Am Buchholzberg in der Gemeinde Kürten. Er ist ein gut ein Kilometer langer, östlicher und orographisch linker Zufluss des Dürschbachs.

## Geographie

### Verlauf
Der Börschbach entspringt in zwei Quellläufen in der Ortschaft Oberbörsch bzw. Oberberg auf einer Höhe von 240 m ü. NHN und fließt dann nach Westen. Nachdem er am Calenberger Weg ein aus Richtung Calenberg kommendes Nebengewässer aufnimmt, durchfließt er einige Fischteiche am Buchholzberg, um anschließend von links in den Dürschbach zu münden. Der Bach hat keine weiter benannten Nebengewässer.

### Einzugsgebiet
Das 0,45 km² große Einzugsgebiet liegt im Naturraum Bärbroicher Höhe und vollständig im Gebiet der Gemeinde Kürten. Es wird über Dürschbach, Sülz, Agger, Sieg und Rhein zur Nordsee entwässert.
Das Einzugsgebiet des Börschbachs grenzt
- im Norden an den Miebach und den Dürschbach
- im Nordosten an den Alemigssiefen
- ansonsten an den aufnehmenden Dürschbach.

In der Aue des Bachs dominieren Waldgelände und landwirtschaftlich genutzte Flächen.